# 巴西航空工業ERJ系列
ERJ，是巴西航空工業的首個支線噴射客機型號，生產地位於巴西，其主要的競爭對手為龐巴迪宇航的CRJ100/200。這款飛機替換了該公司的渦槳支線飛機進入噴射時代。

## 發展

### ERJ-145
ERJ-145概念最初出現於1989年的巴黎航空展，它像是EMB-120的加長型，但有以下改進：
- 增加了小翼
- 2500公里航程
- 75%的零部件和EMB-120通用
- 发动机改为喷气式发动机并固定于机身后部

最終定案的ERJ145，最高載客量為50人，採用2-1的座位排列及T型尾翼，引擎位置更改為尾置，取消了小翼，其後又推出了ERJ-145LR及XR的加長航程型號，使其最大航程提高了，目前收到超過730個訂單。

### ERJ-140
2001年才投產的ERJ140是145型的縮小型，機身縮小了1.42米，最大載客量為44人，最大航程為2200公里，其後又推出了LR的加長航程型號，使其最大航程達到3000公里，此型號的主要客戶為美鷹航空。由於其更改與145型不大，故得不到大量訂單。

### ERJ-135
這是ERJ145系列最小的型號，也是訂單量最小的型號，最大載客量為37人，航程與140型相約，此型號的主要客戶為美鷹航空。此型號相比EMB-120，載客量只是多了7人，改用噴射引擎，航程增加了一倍。這種低客量高營運成本的飛機型號，使其不受航空公司歡迎，故銷量一直不佳。

### Legacy 600
莱格赛600是ERJ-135的公務機版本，2001年投產，其規格與龐巴迪的挑戰者差不多，最大航程為6000公里，最高載客量是16人。與ERJ-135不同的是增加了小翼及加大了油箱。

## 軍用機
- C-99A：運輸機
- EMB 145SA（R99A）：空中預警機
- EMB 145RA（R99B）：遙感機
- EMB 145MP/ASW（R99P）：海岸巡邏機
- DRDO AEW&CS（英语：DRDO AEW&CS）：印度以此机为平台改装的空中預警機

目前使用這些軍用機的國家有比利時，巴西，希臘，印度及墨西哥。

## 運作
ERJ145的正式首航是在1995年8月，1996年才正式交付。大陸航空屬下的快捷航空（ExpressJet Airlines）是最大客戶，其次是美鷹航空。
ERJ145系列的最大特點是均採用相同的駕駛艙配置，這意味能降低運營成本，減少對飛行員的培訓，擁有ERJ145駕駛執照的飛行員能同時享有140/135型的駕駛執照。由於取消了小翼，故造價比有小翼的CRJ系列較低，造價由1600萬美元至2200萬美元不等，相比CRJ系列來說，是比較便宜，故吸引大量買家。
中国大陆、港澳地区和台灣现在均没有运营ERJ145机型，但中国南方航空曾经使用ERJ145执行区域航线。

## 規格
| ERJ-145系列規格 | ERJ135 ER                                                      | ERJ135 LR                                                      | ERJ140 ER                                                      | ERJ140 LR                                                      | ERJ145 LR                                                      | ERJ145 XR                                                     |
| --------------- | -------------------------------------------------------------- | -------------------------------------------------------------- | -------------------------------------------------------------- | -------------------------------------------------------------- | -------------------------------------------------------------- | ------------------------------------------------------------- |
| 機員            | 3（2飛行員 + 1空服員）                                         | 3（2飛行員 + 1空服員）                                         | 3（2飛行員 + 1空服員）                                         | 3（2飛行員 + 1空服員）                                         | 3（2飛行員 + 1空服員）                                         | 3（2飛行員 + 1空服員）                                        |
| 載客量          | 37                                                             | 37                                                             | 44                                                             | 44                                                             | 50                                                             | 50                                                            |
| 長度            | 26.33米（86呎5吋）                                             | 26.33米（86呎5吋）                                             | 28.45米（93呎4吋）                                             | 28.45米（93呎4吋）                                             | 29.87米（98呎）                                                | 29.87米（98呎）                                               |
| 翼展            | 20.04米（65呎9吋）                                             | 20.04米（65呎9吋）                                             | 20.04米（65呎9吋）                                             | 20.04米（65呎9吋）                                             | 20.04米（65呎9吋）                                             | 20.04米（65呎9吋）                                            |
| 高度            | 6.76米（22呎2吋）                                              | 6.76米（22呎2吋）                                              | 6.76米（22呎2吋）                                              | 6.76米（22呎2吋）                                              | 6.76米（22呎2吋）                                              | 6.76米（22呎2吋）                                             |
| 發動機（2x）    | 勞斯萊斯AE 3007A                                               | 勞斯萊斯AE 3007A                                               | 勞斯萊斯AE 3007A                                               | 勞斯萊斯AE 3007A                                               | 勞斯萊斯AE 3007A                                               | 勞斯萊斯AE 3007A                                              |
| 最大無燃料重量  | 15,600公斤 （34,392磅）                                        | 16,000公斤 （35,273磅）                                        | 17,100公斤 （37,699磅）                                        | 17,100公斤 （37,699磅）                                        | 17,900公斤 （39,462磅）                                        | 18,500公斤 （40,785磅）                                       |
| 最大負重        | 4,198公斤 （9,255磅）                                          | 4,499公斤 （9,918磅）                                          | 5,284公斤 （11,649磅）                                         | 5,292公斤 （11,666磅）                                         | 5,786公斤 （12,755磅）                                         | 5,909公斤 （13,027磅）                                        |
| 最大起飛重量    | 19,000公斤 （41,887磅）                                        | 20,000公斤 （44,092磅）                                        | 20,100公斤 （44,312磅）                                        | 21,100公斤 （46,517磅）                                        | 22,000公斤 （48,501磅）                                        | 24,100公斤 （53,131磅）                                       |
| 最大續航距離    | 2,409公里 （1,300海里）                                        | 3,243公里 （1,750海里）                                        | 2,317公里 （1,250海里）                                        | 3,058公里 （1,650海里）                                        | 2,873公里 （1,550海里）                                        | 3,706公里 （2,000海里）                                       |
| 巡航速度        | 音速0.78 （447海里／小時） （515英里／小時） （828公里／小時） | 音速0.78 （447海里／小時） （515英里／小時） （828公里／小時） | 音速0.78 （447海里／小時） （515英里／小時） （828公里／小時） | 音速0.78 （447海里／小時） （515英里／小時） （828公里／小時） | 音速0.78 （447海里／小時） （515英里／小時） （828公里／小時） | 音速0.8 （470海里／小時） （530英里／小時） （851公里／小時） |
| 實用升限        | 11,278米（37,000呎）                                           | 11,278米（37,000呎）                                           | 11,278米（37,000呎）                                           | 11,278米（37,000呎）                                           | 11,278米（37,000呎）                                           | 11,278米（37,000呎）                                          |

## 外部連結
- 巴西航空工業 （页面存档备份，存于）

### 相似機型
- 龐巴迪CRJ系列

相关开发
- EMB-121
- ERJ-170系列